# 恐龙猎人：进化
《恐龙猎人：进化》是一款由Acclaim Studios Austin制作、Acclaim Entertainment发行的第一人物射击游戏。本游戏于2000年8月28日在Game Boy Advance、PlayStation 2、Xbox 和GameCube发行。本作是《恐龙猎人系列》的最后一作。
《恐龙猎人：进化》在Gamecube和Xbox可以分成四个屏幕，让多人进行游戏。在PlayStation2为2人。
《恐龙猎人：进化》收到混合评价。Metacritic给予本游戏Xbox版本68/100的分数。